# Нардо (автодром)
| Назва                                 | Nardo                                            |
| Розташування                          | Нардо, Італія                                    |
| Часовий пояс                          | GMT +2                                           |
| Географічні координати                | 40°19′38″ п. ш. 17°49′34″ с. д. (G) (O)          |
| Довжина траси (овал)                  | 12 600 м.                                        |
| Довжина траси (внутрішня)             | 6 200 м.                                         |
| Повороти (овал)                       | 1                                                |
| Рекорд кола в теперішній конфігурації | Koenigsegg CCR (387,9 км/год, 28 лютого 2005 р.) |

Траса Нардо — випробувальний трек, на півдні Італії, на півдні Апулії, провінція Лече. Автодром розташований за 20 км на північний захід від однойменного міста, за 3 кілометри від моря.

## Історія

### Будівництво
Автодром збудовано в 1970-ті роки на громадські кошти в рамках розвитку південних областей країни. Будували трасу кілька років.

## Конфігурація траси
Траса являє собою правильне кільце, з великим бенкінгом по ширині. Така конфігурація траси дозволяє рухатися нею по крайній стороні без будь-якого руху кермом.
У березні 2008 року в середині овалу було збудовано ще один 6,2 кілометровий трек.
Ширина траси 16 метрів, котра розділена на 4 смуги.

### Нейтральні швидкості
Кожна смуга із своєю так званою нейтральною швидкістю, тобто швидкість руху, при котрому не потрібно рухати кермом, а тримати рівно, як на прямій дорозі:
-перша смуга (внутрішня) ― 100км/год.
-друга смуга ― 140км/год
-третя смуга ― 190км/год
-четверта смуга ― 240км/год.

## Використання
Автодром Нардо використовується для тестування автомобілів, дозволяючи розвивати швидкість понад 240км/год. до 400км/год.
Також кожного року на автодромі проходять різноманітні тюнингові конкурси, швидкісні змагання аматорів тощо. За весь час існування траси був один смертельний випадок.

### Рекорд
Рекорд траси належить автомобілю Koenigsegg CCR (387,9 км/год, 28 лютого 2005 р.), однак Bugatti Veyron на іншому автодромі побив цей рекорд, ставши найшвидшим автомобілем в світі.